# You're My Best Friend
〈You're My Best Friend〉는 베이시스트 존 디콘이 작곡한 영국의 록 밴드 퀸의 노래이다. 이 곡은 원래 1975년에 《A Night at the Opera》이라는 음반에 포함되었고 후에 싱글곡으로 발매되었다. 미국에서 〈You're My Best Friend〉는 16위에 올랐다.

## 인증
| 국가                               | 인증     | 판매량/출하량 |
| ---------------------------------- | -------- | ------------- |
| 영국 (BPI)                         | 골드     | 400,000       |
| 미국 (RIAA)                        | 플래티넘 | 1,000,000     |
| 판매량+스트리밍을 기반으로 한 인증 |          |               |